# 早稲田大学博士論文不正問題
早稲田大学博士論文不正問題とは、早稲田大学が認定した博士論文における改竄・盗用・自己盗用といった科学における不正行為、及びその疑いによる調査や、それらにより生じた様々な問題である。
2013年には公共経営研究科において、中国人留学生の論文盗用・剽窃が告発され、初の学位返還という事態に至った。
2014年には刺激惹起性多能性獲得細胞関連論文の疑惑発覚に伴い、小保方晴子の博士論文において序論や画像、参考文献などで問題が発覚。さらに先進理工学研究科が認定した280本全ての博士論文においても調査を行う事態となった。しかし、早稲田大学が設置した調査委員会は「取り違いによって作成初期段階の草稿が製本され、それが博士論文として大学に提出された」という小保方の主張を真実と認定した上で、「製本された論文を前提とすれば、学位を授与すべきでなかったが、大学の審査体制の不備で、いったん、授与してしまった以上は、大学で定められている『取り消し規定』に該当しない限り、取り消しはできない。今回のケースは、その規定に該当しない」との結論を出した。調査委員会の結論は大学の内外に波紋を広げ、早稲田大学、さらには日本の学位全体の信用問題として注目を集めることになった。後に、早稲田大学は調査委員会の結論を受け入れず、猶予期間を設けたうえで小保方の博士号を取り消す決定を行った。
2023年には国際教養学部の女性助教の博士論文を含む複数の論文で改竄などの研究不正が認定されたことを読売新聞が報じた。この女性助教の博士論文は女性助教が教育学研究科で大学院生兼助手であった当時に執筆し、2020年に教育学研究科から学位が授与されたものであった。早稲田大学は研究不正を認定したことを2024年3月27日に公表し、博士学位は取り消さず当該博士学位を授与した教育学研究科において、博士論文訂正の機会を与えるとした。その他の不正が認定された研究成果については、大学および調査委員会は女性助教に対して撤回勧告をしたものの、大学は学外の学術誌の編集委員会の判断によっては論文を撤回せず修正で済ますことも認めるという立場を示した。

## 公共経営研究科の事例

### 疑義の発覚と調査
早稲田大学大学院公共経営研究科に在学していた中国人留学生は、「近代立憲主義の原理から見た現行中国憲法」という博士論文を執筆し、2010年9月15日に学位を受けた。また、同年には論文と同内容の書籍も出版されていたが、2011年8月と2012年10月に研究科に対して匿名の告発が行われる。更に2013年2月に早稲田大学に対して告発があり、大学は内部調査を開始。最低でも64か所に不適切な引用が見られ、そのうち12ヶ所については本人も盗用であることを認めた。

### 調査結果と学位取り消し
2013年9月に調査報告がまとまる。調査結果を受けて、9月25日には研究科の運営委員会で、10月18日には早稲田大学研究科長会においても対応が審議され、10月21日には早稲田大学が留学生の学位取り消しを正式に決定、公表した。
留学生は論文再提出の要望や指導者の責任を問う不服申し立てを行ったが、12月26日に学位記を返還した。

## 先進理工学研究科の事例

### 疑義の発覚と経過
2014年1月末、理化学研究所発生・再生科学総合研究センターがSTAP論文を発表する。ネイチャーに掲載された2報の論文は大学院先進理工学研究科常田研究室出身の小保方晴子が筆頭著者・責任著者であり、ノーベル賞級の発見を成し遂げた女性研究者としてメディアで盛んに取り上げられた。しかしインターネットを中心に再現性や画像について疑義が指摘され、小保方の博士論文についてもネット上で検証され、多くの疑義が発覚した。
なお、一連の疑義は匿名のブロガーである11jigenらを中心にインターネット上で指摘され、同年に「クラウド査読」として話題になった。

#### 小保方論文の疑義
約100ページの英語で書かれた小保方の博士論文において、
- 論文の第1章（序論）における背景を記述した約20ページが、アメリカ国立衛生研究所が一般向けに幹細胞について説明したサイト[32]からのコピー・アンド・ペーストである[25][26]。

- 論文の実験画像に、コスモ・バイオ株式会社のサイト[33]のサンプル画像と思われる画像があり[34][35][36]、コスモ・バイオからの提供ではないことが確認された[36]。

- 参考文献一覧にコピー・アンド・ペーストに伴うと見られる文字化けがあり、引用番号も適切に振られておらず、他の論文からのコピー・アンド・ペーストの疑いがある[37]。

といった疑義が指摘されていた（研究過程や研究内容の詳細は「胞子様細胞」を参照）。

#### 指導教員の疑義
小保方博士論文の審査は
- 主査：常田聡（早稲田大学教授）
- 副査：武岡真司（早稲田大学教授）
- 副査：大和雅之（東京女子医科大学教授）
- 副査：チャールズ・バカンティ（ハーバード大学医学大学院）

といった体制であった。博士課程における幹細胞研究はブリガム＆ウィメンズ病院のチャールズ・バカンティと小島宏司のもとで行っていたが、バカンティは「博士論文のコピー提出を受けたり、読むように依頼されたりしたことはない」と取材に答えたと報道され、論文だけでなく審査過程にも疑義が生じた。

### 調査委員会による調査と反響

#### 正式調査開始までの経過
2014年3月11日には大学院で調査を始めているとの報道がなされ、同年3月14日にSTAP論文の不正調査について理化学研究所が中間報告を行ったことと合わせ、小保方の去就が注目を集めることになった。小保方はウォール・ストリート・ジャーナルに対し、「下書き段階の物が製本され残ってしまった」「大学に撤回を要請した」と回答したこと、小保方が早稲田大学の関係者に対し論文取り下げを申し出たといった報道がなされたりもした。
同年3月26日には早稲田大学が正式に調査を行うことを公表。さらに、小保方の論文のみならず、先進理工学研究科における280本全ての博士論文についても調査がなされることになった。

#### 調査委員会と小保方論文の調査報告
小保方論文における不正疑義に対し設置された調査委員会は、
- 委員長 - 小林英明（弁護士）
- 委員 - 国立大学名誉教授（医学博士）、東京大学名誉教授（医学博士）、早稲田大学教授（医学博士）、同教授（政治学博士）
- 委員補佐 - 弁護士3名

といった構成であり、委員長以外の委員は匿名とされた。
2014年7月17日に調査委員会の調査報告がまとめられ、報告書の全文と附属資料が鎌田薫総長へ提出された。また、同日に概要が一般に公表され、調査委員長、総長の順に記者会見も実施された。さらに、7月19日には早稲田大学のウェブサイト上で、個人情報保護へ対応した調査報告書の全文と別紙を公表することになった。
報告書では、当時、世間から荒唐無稽な主張といわれていた「取り違いによって作成初期段階の草稿が製本され、それが博士論文として大学に提出された」との小保方の主張が、真実と認定され、その製本された論文には外部資料からの流用をはじめとして多くの問題が認定された。その上で「製本された論文を前提とすれば、学位を授与すべきでなかったが、大学の審査体制の不備で、いったん、授与してしまった以上は、大学で定められている『取り消し規定』に該当しない限り、取り消しはできない。今回のケースは、その規定に該当しない」との結論が出された。

#### 調査報告に対する学内外の反響
調査委員会の報告に対して大学教授らから多くの疑問の声があがった。テレビでは九州大学教授の中山敬一が、新聞では東京工業大学准教授の調麻佐志や近畿大学講師の榎木英介が見解を述べた。さらに、京都大学教授の飯吉透や東京大学特任教授のロバート・ゲラーら、著名な大学教授のツイートを網羅したネットニュースも見受けられ、｢早稲田大学自殺遺書｣とする意見まであった。
また、指導教員の責任や日本の現状を憂う指摘、研究の位置付けを示す重要な序章に問題があったことを重要視する声、主な指導教員の精査や研究室間での指導面の交流についての疑問、学外の目を取り入れた委員会による原因究明や改革についての提言、個人の問題と組織の構造問題が混同されているという問題提起、不正予防の難しさと再発防止のための法の支配について論じた意見なども見受けられた。
そのような中、7月24日に先進理工学研究科の岩崎秀雄ら4名の教授が有志代表となり、早稲田大学の教員有志は「強い違和感と困惑を覚えざるを得ない」として、調査報告に対する所見を発表。本学学生のレポートでも盗用しないよう指導しているため序論の大量文章盗用で学位授与されることはおかしいこと、外部の指導者について責任が明確になっていないこと等、6項目について問題点を指摘するとともに、「このような論文に学位を授与してしまった責任は極めて重大で重く受け止める」と教員側の責任にも言及した。

### 大学による処分

#### 学位取り消し決定と関係者の処分
2014年10月7日、早稲田大学は調査委員会による学位の取り消し規定には該当しないとの結論を受け入れず、小保方の博士号を取り消すと決定した。しかし、研究指導および学位審査過程に重大な欠陥があったことから、1年程度の猶予期間が設けられ、その間に小保方が再指導・再教育を受けたうえで論文を訂正・再提出し、これが博士論文としてふさわしいものと認められた場合には学位を維持するとしている。
また、関係者に対し以下の通り処分が下された。
- 常田聡（指導教員、主査）：停職1か月
- 武岡真司（副査）：訓戒
- 鎌田薫（総長）：役職手当の20％、5か月分を返上

## 教育学研究科の事例

### 疑義の発覚と経過
早稲田大学国際教養学部の女性助教は、早稲田大学大学院教育学研究科で大学院生兼助手であった当時に「What is Higher Education for? Educational Aspirations and Career Prospects of Women in the Arab Gulf」（日本語題名：中東湾岸諸国の女性はなぜ高等教育へ進むのか）という博士論文を執筆し、2020年4月28日に大学院教育学研究科から博士（教育学）の学位を受けた。論文の内容は、中東の女性の大学進学や博士学位取得の行動に関する研究であった。女性助教は、学位を取得した後、2021年からカタールチェアと呼ばれる早稲田大学（日本）とカタール大学（カタール）によるイスラム地域の理解を深める共同事業（１０年間、両大学から1300万ドル相当の出資）の早稲田大学（日本）側の主要研究者となり、「中東における学位に関する意識と行動の比較研究」に従事していた。

#### 女性助教の研究成果の疑義
2023年5月18日に米国の非営利団体であるCenter for Scientific Integrityが運営する撤回論文について扱うニュースサイトであるリトラクションウォッチは、この女性助教による博士論文および修士論文を含む複数の論文に研究不正の疑惑があり、早稲田大学による調査がすでにおこなわれていることを報じた。リトラクションウォッチは、女性助教の博士論文や修士論文を含む複数の研究成果に疑義があることがインターネット上で研究成果を研究者仲間が議論するウェブサイトであるパブピア上で2022年6月に指摘され、日本政府に対しても懸念が告発されたことを報じた。さらに、女性助教の一部の論文がアクセス不能となっていることも判明した。女性助教は、自身が早稲田大学の学術研究倫理委員会による調査を受けている事を認めた上で、論文に対する疑惑はミスによって生じたものであり、故意ではないと不正を否定した。2023年12月5日には、MyNewsJapanが、女性助教の論文には論文の主要なテーマであるアンケート調査の集計・分析表が、内容の異なるテーマで執筆した別の論文の表と酷似するなど公正さに疑問があり、またインタビューデータについても博士論文では一人の発言とされていた内容が別の学会発表では二人の発言になるなど不審な点があるとの指摘をおこなった。結局、博士論文および修士論文を含む後述する計8つの研究成果が学術研究倫理委員会の調査対象となった。

#### 指導教員の疑義
女性助教の博士論文の審査は
- 主査（指導教員）：吉田文（早稲田大学教育・総合科学学術院教授）
- 副査：小林敦子（早稲田大学教育・総合科学学術院教授）
- 副査：Gray・Matthew（早稲田大学国際教養学術院教授）
- 副査：辻上奈美江（上智大学総合グローバル学部准教授）

といった体制であった。2014年の小保方晴子氏と同じく論文だけでなく指導や審査過程にも疑義が生じた。論文の不審点は専門知識がなくても容易に発見できそうなものばかりであり、主査を務めた指導教員との師弟の馴れ合い関係を背景にずさんな論文審査が行われたとみられるとも報じられた。後述の調査結果において、調査委員会が、「一方、執筆当時は大学院生であり、指導教員や学位の審査体制について『（女性助教より）責任が重いと言わざるを得ない』」と付言したことも報じられた。

### 調査委員会による調査と調査結果

#### 調査経過と調査結果の概要
早稲田大学の学術研究倫理委員会が、女性助教による複数の研究成果に改竄および自己盗用といった不正行為があることを認定した。第１回調査委員会は2022年10月24日に開催され、以後、2023年11月27日までの約１年間をかけて計６回の調査委員会が開かれ、2023年11月28日付けで調査報告書が取りまとめられた。2023年12月8日には読売新聞が不正の認定があったことを報じた。読売新聞によると、女性助教の博士論文では、中東6か国の1439人の女性の意識と行動を分析したとするデータ表が掲載されていたが、「根拠となるアンケート調査の回答を調べたところ、実際のデータは1291人分しかなく、男性56人と対象外の国の女性93人が含まれ」ていた。さらには、インタビューデータについても「引用された対象者の発言も、複数回のやり取りを一度に発言したように記載したり、原文と文脈が異なったりして」いた。また、女性助教の別の複数の研究成果にも改竄が認められた他に、自己盗用がおこなわれていたことも不正行為として認定されたと報じられた。結局、早稲田大学からの公表は2024年3月27日となった。

#### 調査委員会と調査結果
女性助教の研究成果における不正疑義に対し設置された調査委員会は、
- 委員長 - 綾部広則（早稲田大学理工学術院教授）
- 委員 - 札野順（早稲田大学大学総合研究センター教授）
- 委員 - 中澤渉（立教大学社会学部教授）
- 委員 - 眞嶋俊造（東京工業大学リベラルアーツ研究教育院教授）
- 委員 - 深山美弥（シティユーワ法律事務所弁護士）

といった構成であった。
女性助教の「各研究成果の中に示されたデータや調査結果等に関して、不適切な取扱い（論文の内容と分析したデータの内容との齟齬や、インタビューにおける発言と反訳データの不一致が複数箇所あること等）がなされており、少なくとも、研究者として当然に守るべき基本的な注意義務を著しく怠ったものといわざるを得ず」改竄に該当すると判断した。さらに、改竄が認定された分析結果の表が複数の論文で使い回されていたことについても、自己盗用と判断した。

#### 指導教員と教育学研究科の責任
調査委員会は、指導教員および学位を授与した教育学研究科について女性助教よりも重い責任があることを指摘したうえで、再発防止策として教育学研究科の研究指導体制および学位審査体制の再点検と問題点の改善と公表を求めた。調査報告書では、「調査対象者は当時大学院学生であり、指導を受ける立場であったことに鑑みれば、調査対象者が社会調査の基本的な技法に関して知識不足があるのは止むを得ない面がある。したがって、調査対象者を指導すべき立場にあった指導教員および当該研究科の学位審査体制については、調査対象者に比べて責任が重いといわざるを得ない。」と記載された。さらに、再発防止策として、「教育学研究科は、同研究科における研究指導体制および学位審査体制が適切に整備され、規定等に則って適切に運用されてきたのかについて再点検を実施し、その結果、問題点が確認できた場合は速やかに改善措置を講じ、公表する。」ということも求めた。

#### 調査対象となった研究成果
調査対象となったのは女性助教が発表した博士論文と修士論文を含む5つの論文および3つの学会発表の計8つの一連の研究成果であった。詳細は下記である。
| 調査対象となった8つの研究成果の詳細 |
| --- |
| 論文A：早稲田大学博士論文(2020), “What is Higher Education for? Educational Aspirations and Career Prospects of Women in the Arab Gulf”, pp1-235. 早稲田大学博士論文. （日本語題名：中東湾岸諸国の女性はなぜ高等教育へ進むのか）. （学位授与番号：甲第6108号）. （学位申請日：2019年11月19日、受理日： 2019年12月10日、学位取得日： 2020年4月28日）. 論文PDF（情報公開法による開示文書） 論文B：GESPR誌(2020), “For Love, Money and Status, or Personal Growth? A Survey of Young Emirati Women's Educational Aspirations,” GESPR: Gulf Education and Social Policy Review, 1(1): 73-90. 投稿日：2019年11月7日、受理日：2019年12月18日、掲載日：2020年7月29 日. doi: 10.18502/gespr.v1i1.7470 論文PDF（情報公開法による開示文書） 論文C：早稲田教育評論(2021), “Does What You Study Matter? Comparison of Career Aspirations Between Female Students in Arts and Science Streams in the UAE's Higher Educational Institutions,” Waseda Review of Education（早稲田教育評論）, 35(1): 47-58. 投稿日：2020 年7月17日、掲載日： 2021年3月31日. リポジトリ 論文PDF（情報公開法による開示文書） 論文D：FIRE誌(2016), “The Educational Aspirations of Saudi Arabian Youth: Implications for Creating a New Framework to Explain Saudi Arabian Society,” FIRE: Forum for International Research in Education, 3(2):60-78. 発行日：2016年1月1日. 論文E：早稲田大学修士論文(2014), 「サウジアラビアの学歴社会の特質に関する研究」2013年度早稲田大学教育学研究科修士論文. 学位取得日：2014年3月15日. 学会発表A：日本教育社会学会大会(2017-10-21), 「女性の高等教育、その意味と役割の再考察―中東湾岸諸国における女性の高学歴化を題材に」『日本教育社会学会第 69 回大会発表要旨集録』, pp.58-59. 学会発表B：日本教育社会学会大会(2018-09-03), 「中東湾岸諸国における大学の機能とジェンダー―教育熱、進学目的、価値意識における意識の男女差に着目して―」『日本教育社会学会第 70 回大会発表要旨集録』 pp. 257-258. 学会発表C：湾岸比較教育学会シンポジウム(2018-04-07), “What is Higher Education for? A comparative study between United Arab Emirates and other Gulf countries,” Eighth Biannual Gulf Comparative Education Society Symposium(GCES), Presentation material. |

### おこなわれた措置や処分

#### 大学による関係者の処分および博士学位と各研究成果に関わる措置
早稲田大学は、女性助教に対して2024年3月27日付で「訓戒」の処分とした。
あわせて博士学位論文については、「当該博士学位を授与した本学教育学研究科において、論文訂正の機会を与え、期限内に適切に訂正が履行された場合には、本学リポジトリに登録されている博士学位論文に関する内容を、訂正確認報告書を添付のうえ、修正します。」とし博士学位の取消をおこなわないことを公表した。指導教員の吉田文が博士論文の訂正の対応を担当し、女性助教の博士論文に対する60項目の訂正が行われ、2025年1月29日に訂正申請、2月25日に訂正承認が行われた。この結果、女性助教の博士論文、博士学位が維持されることとなった。
早稲田大学は、博士論文以外の学術誌等に掲載されている研究成果については、女性助教に対して撤回勧告をしたものの、「学外の学術誌の編集委員会の判断で修正可とし、取下げない場合は当該の学術誌の編集委員会のご判断にお任せすべきと考えております」という立場を示した。

#### 公的研究費に関わる認定
女性助教の不正が認定された研究成果は、公的資金によるものであったと認定された。女性助教が研究代表者となった2件の科研費の研究課題および基盤的経費（私学助成を含む）による成果であったことが調査委員会によって認定された。

##### 公的研究費に関わる措置
科研費の配分機関である文部科学省所管の独立行政法人である日本学術振興会は、女性助教に対する研究費の交付を、2024年度から2027年度の４年間行わないことを決定した。
早稲田大学は、日本学術振興会からの科研費の研究課題の廃止と共同研究の分担者削除の措置命令に先立ち、女性助教に関わる科研費の執行停止措置をおこなった。女性助教が研究代表者として執行中であった科研費の研究課題1件の執行停止措置をおこなった。また、女性助教が研究分担者として参加していた吉田文教授（指導教員）が代表となっていた科研費の研究課題１件については分担金に関わる執行停止措置を行った。

### 調査報告書の内容
MyNewsJapanは、文部科学省に対して情報公開法に基づく開示請求を行い、早稲田大学から文部科学大臣宛に提出された調査報告書ほかの行政文書を入手して公開した。開示された行政文書は、26頁からなる調査報告書本文、16頁からなる調査報告書別表および不正が認定された研究成果であった。
- 調査報告書本文　”国際教養学部における研究活動に係る不正行為事案の調査結果について（報告）”（PDF）．早稲田大学（2024年2月5日）（研マネ第108号、早稲田大学総長から文部科学大臣宛）
- 調査報告書別表　”調査報告書別表”（PDF）．

調査報告書では、調査対象となった5つの論文および3つの学会発表の計8つの研究成果全てについて、改竄・自己盗用、不適切な研究行為（QRP:Questionable Research Practice）のいずれかまたは全てが認定された。各研究成果について認定された内容の種別は下記であった。
| 論文等        | 改ざん | 自己盗用 | 不適切な研究行為 |
| ------------- | ------ | -------- | ---------------- |
| 論文A（博論） | 〇     |          | 〇               |
| 論文B         | 〇     | 〇       | 〇               |
| 論文C         | 〇     | 〇       | 〇               |
| 論文D         |        |          | 〇               |
| 論文E（修論） |        |          | 〇               |
| 学会発表A     |        |          | 〇               |
| 学会発表B     |        |          | 〇               |
| 学会発表C     | 〇     |          | 〇               |

#### 早稲田大学による公表内容との相違点
MyNewsJapanは、研究不正についての調査結果に関わる早稲田大学による公表内容と文部科学大臣宛に提出された調査報告書の内容が異なる事を指摘した。
文部科学大臣宛に提出された調査報告書では、「調査対象者を指導すべき立場にあった指導教員および当該研究科の学位審査体制については、調査対象者に比べて責任が重いといわざるを得ない」と記載されていたが、早稲田大学の公表内容ではそうした記載が削除されていたことが判明した。

## 早稲田大学博士論文不正問題に関する年表
本節では、主要な出来事について年表を記す。

### 2012年以前
- 2010年9月15日 - 大学院公共経営研究科において、中国人留学生へ博士（公共経営）の学位を授与。
- 2011年3月15日 - 大学院先進理工学研究科において、小保方晴子へ博士（工学）の学位を授与[80]。

### 2013年
- 2月 - 中国人留学生の論文における剽窃の疑いが早稲田大学へ告発される。
- 4月～9月 - 中国人留学生の論文についての調査を実施し、9月に調査報告がまとまる。
- 9月25日 - 調査結果を受けて、大学院公共経営研究科運営委員会で審議。
- 10月18日 - 更に、早稲田大学研究科長会においても中国人留学生の論文について審議。
- 10月21日 - 早稲田大学が留学生に学位返還を求める。
- 12月26日 - 留学生が学位を返還したことを大学が公表[1]。

### 2014年
- 3月26日 - 早稲田大学が小保方論文に対する調査委員会の設置を公表[4]。
- 3月31日 - 早稲田大学に小保方論文に対する調査委員会を設置[81]。
- 5月27日 - 小保方が郵送で完成版の博士論文を提出[82]。
- 6月24日 - 小保方がメールで博士論文のデジタルデータを提出[82]。
- 7月17日 - 小保方論文に対する調査委員会が調査報告をまとめ、総長へ報告。調査委員長と鎌田薫総長が記者会見を実施[50][83][8][51]。
- 7月19日 - 早稲田大学が個人情報保護を施した小保方論文に対する調査報告書の全文と別紙を公開[52]。
- 7月24日 - 先進理工学研究科教授の岩崎秀雄ら早稲田大学の教授有志が、小保方論文に対する調査報告の問題点について所見を発表[58][59][84]。
- 10月7日 - 早稲田大学の鎌田薫総長は、記者会見し小保方の学位取り消し（猶予期間あり）および関係者の処分を発表[85]。

### 2015年
- 10月30日 - 博士論文としてふさわしい論文が提出されないまま1年間の猶予期間が終了したため、早稲田大学は小保方晴子の博士号を取り消す方針を固めた[86]。これに対し小保方晴子は、「今回再提出した博士論文や関連するデータは年度内をめどに随時公開」するとコメントした[87]。
- 11月2日 - 早稲田大学は博士学位の取消しに関する記者会見を行い、同月4日には上記コメントを受けて「小保方氏と争うことは全く考えていません」とする見解を示した[88]。

### 2017年
- 3月27日 - 小保方以外の者が書いた博士論文も2014年3月から調査していた早稲田大学は、62件の学位論文を訂正したが、学位の取り消しは行わなかったことを発表した[89]。

### 2020年
- 5月13日 - 大学院教育学研究科において、早稲田大学国際学術院の女性助教が大学院教育学研究科大学院生兼助手[62][16]であった当時に執筆した博士論文[17]に博士（教育学）[60]の学位を授与。

### 2022年
- 6月 - 女性助教の研究成果に問題があることがインターネット上で研究成果を研究者仲間が議論するウェブサイトであるパブピア上で指摘され、日本政府に対しても懸念が告発された[67]

### 2023年
- 5月18日 - 女性助教による博士論文および修士論文を含む複数の論文に研究不正の疑惑があり、早稲田大学による調査がおこなわれていることをリトラクションウォッチが報じた[67]。
- 11月28日 - 同日付調査報告書で早稲田大学の学術研究倫理委員会は女性助教の研究不正の認定を行った[71]
- 12月8日 - 早稲田大学国際学術院の女性助教の博士論文を含む複数の論文に改竄などの研究不正が認定されたことを読売新聞が報道した[15]。

### 2024年
- 3月27日 - 早稲田大学は、女性助教の研究不正が認定されたことの公表を行った[18][19][20]。

### 2025年
- 2月25日 - 同日付で女性助教の博士論文に対する60項目の訂正がなされたとする指導教員の報告が承認された[74]。

## 関連文献

### 学位論文、及び関係資料
- 小保方晴子『博士論文概要 (PDF)』（レポート）、早稲田大学大学院 先進理工学研究科、2011年2月。2014年1月30日時点のオリジナル (PDF)よりアーカイブ。2014年6月15日閲覧。
- 常田聡『博士論文審査報告書 (PDF)』（レポート）、早稲田大学大学院 先進理工学研究科、2011年2月。2014年2月21日時点のオリジナル (PDF)よりアーカイブ。2014年6月15日閲覧。
- Haruko Obokata (2011-03-15). Isolation of pluripotent adult stem cells discovered from tissues derived from all three germ layers. 博士論文（甲第3323号）. 早稲田大学. NAID 500000543019（英語）（日本語題名：三胚葉由来組織に共通した万能性体性幹細胞の探索、国立国会図書館請求記号：UT51-2011-E426、学位授与年月日：2011年3月15日、平成26年10月6日学位取消）

### 学位取得に関係した論文
- H. Obokata, K. Kojima, K. Westerman, M. Yamato, T. Okano, S. Tsuneda, C. A. Vacanti (3 2011). “The potential of stem cells in adult tissues representative of the three germ layers”. Tissue Engineering Part A 17 (5-6):  607-615. ISSN 1937-3341.
  - C. A. Vacanti et al. (3 2014). “Erratum: The Potential of Stem Cells in Adult Tissues Representative of the Three Germ Layers”. Tissue Engineering Part A.

### 調査委員会等の資料
- 早稲田大学調査委員会の報告資料（文献名はPDFファイル記載のものではなく、大学のサイトにおけるリンク名に由来。
  - “先進理工学研究科における博士学位論文に関する調査委員会調査報告書概要” (PDF).   早稲田大学 (2014年7月17日). 2014年7月19日閲覧。
  - “先進理工学研究科における博士学位論文に関する調査委員会調査報告書全文” (PDF).   早稲田大学 (2014年7月19日). 2014年7月19日閲覧。（総長に報告した7月17日以降に個人情報対策が施され、7月19日に一般公開された）
  - “先進理工学研究科における博士学位論文に関する調査委員会調査報告書別紙” (PDF).   早稲田大学 (2014年7月19日). 2014年7月19日閲覧。（全文と同様に、7月17日以降に個人情報対策、7月19日に一般公開）

### 早稲田大学公式
- “早稲田大学学位規則”.   早稲田大学（所管：総務課長）. 2014年7月19日閲覧。
- “レポートにおける剽窃行為について”. WASEDA式アカデミックリテラシー.   早稲田大学グローバルエデュケーションセンター (2013年). 2014年10月5日閲覧。
- “博士学位取り消しについて”.   早稲田大学 (2013年10月21日). 2014年7月19日閲覧。（中国人留学生の案件、2013年12月26日追記）。
- “早稲田大学大学院先進理工学研究科における博士学位論文に関する調査委員会の設置について”.  早稲田大学 (2014年3月28日). 2014年6月17日閲覧。
- “「先進理工学研究科における博士学位論文に関する調査委員会」調査報告について”.   早稲田大学 (2014年7月19日). 2014年7月20日閲覧。
- “博士学位取り消しにあたって”. EVENT & NEWS.   早稲田大学先進理工学部 (2014年10月8日). 2014年10月24日閲覧。
- “早稲田大学における博士学位論文の取り扱い等について”.   早稲田大学 (2014年10月9日). 2014年10月23日閲覧。

### 早稲田大学関係者
- ○○ (2013年10月14日). “学位取り消しに関する研究科運営委員会の決定に対する不服申立書”.   中国研究書店. 2014年8月10日閲覧。（中国語）（日本語）
- 早稲田大学大学院 先進理工学研究科 有志一同（岩崎秀雄、小出隆規、寺田泰比古、勝藤拓郎） (2014年7月25日). “「小保方晴子氏の博士学位論文に対する調査報告書」に対する早稲田大学大学院 先進理工学研究科 教員有志の所見” (PDF).   早稲田大学 小出隆規 研究室. 2014年7月27日閲覧。2014年7月24日公表、同25日一部訂正）
- 岩崎秀雄 (2014年7月24日). “早稲田大学 先進理工学研究科有志教員による小保方氏博士論文の調査報告書に対する所見を公開します（長文）”. 2014年7月25日閲覧。（2014年7月24日公表、同25日一部訂正）

### その他
- 疑惑を追及しているサイトについては、「11jigen#外部リンク」 を参照。
- “STAP細胞問題等についての、理事、元役員経験者からの自主的なコメント”.  日本分子生物学会. 2025年3月6日閲覧。
- 池上彰 (2014年7月28日). “小保方氏の論文と独創性 「博士号」の信用を失墜”. 池上彰の大岡山通信 若者たちへ(7) (日本経済新聞) 2014年8月12日閲覧。